# Втеча (фільм, 1994)
Втеча (англ. The Getaway) — американський бойовик 1994 року, ремейк фільму «Втеча».

## Сюжет
Професійний зломщик сейфів Док МакКой допоміг молодому злочинцю-мексиканцю втекти з-за ґрат та доставив хлопця його дядькові, але його підставляють і той опиняється у в'язниці. Через деякий час Керол МакКой, дружина Дока, переспала з продажним інспектором Джеком Беньоном, і той посприяв достроковому звільненню Дока. Однак у Джека були надзвичайно далекосяжні плани на найближче майбутнє Дока і Керол: під тиском шантажиста Беньона подружжя повинне вчинити пограбування.

## У ролях
- Алек Болдвін — Картер «Док» Маккой
- Кім Бейсінгер — Керол МакКой
- Майкл Медсен — Руді Тревіс
- Джеймс Вудс — Джек Беньон
- Девід Морс — Джим Дір Джексон
- Дженніфер Тіллі — Фран Карві
- Джеймс Стівенс — Гарольд Карві
- Річард Фарнсуорт — Слім
- Філіп Сеймур Гоффман — Френк Гансен
- Бертон Гілліам — Гуллі
- Ройс Д. Епплгейт — продавець зброї
- Деніел Вільярреал — Луїс Мендоса
- Скотт МакКенна — червона сорочка
- Алекс Колон — Рамон